# Nothobranchius bellemansi
Nothobranchius bellemansi är en art av årstidsfisk bland de äggläggande tandkarpar som förekommer i Södra Kordofan i Sudan. Vuxna exemplar kan bli upp till 4 cm långa.

## Upptäckt och taxonomi
Arten beskrevs vetenskapligt år 2014 av iktyologen Stefano Valdesalici i tidskriften Killi-Data. Typlokalen för den holotyp som ligger till grund för den vetenskapliga beskrivningen av arten anges vara Wad el Mileisa i Södra Kordofan i Sudan. Holotypen finns bevarad i samlingar vid Musée Royal de l'Afrique Centrale i Tervuren i Belgien.

## Livscykel
Nothobranchius bellemansi är kortlivade, och upplever i naturen mycket sällan sin ettårsdag. Anledningen till detta är att de lever i områden med synnerligen stora skillnader mellan regnperiod och torrperiod, och under den sistnämnda torkar allt flytande vatten ut, varvid de vuxna individerna utan undantag dör. Därav beteckningen "årstidsfiskar". Arten överlever då endast tack vare de romkorn som avlagts i bottensedimentet, och som kan ligga vilande i en så kallad diapaus upp till och med fyra månader eller mer, i väntan på nästa regnperiod. Denna livscykel tycks vara hårt kodad i fiskarnas gener, för även i fångenskap blir Nothobranchius bellemansi sällan över året gamla, trots att det då givetvis inte saknas vatten eller foder.
Regnperioderna varar oftast uppemot sju, åtta månader, och under denna tid måste alltså nothobranchiusäggen hinna kläckas och de små ynglen växa upp och bli könsmogna för att hinna leka och avge nya romkorn. Misslyckas detta är risken stor att arten dör ut. Evolutionen har lett till att ynglen därför är extremt snabbväxande: från att bara ha varit 3–4 millimeter långa vid kläckningen växer hanarna under goda förhållanden upp till cirka 5 centimeters längd och uppnår könsmognad efter bara sex veckor. Till skillnad från de flesta andra romläggande fiskar är ynglen vid kläckningen relativt väl utvecklade, har redan förbrukat sin gulesäck, och kan genast simma fritt. Honorna utvecklas i en något långsammare, men jämnare takt.